# Ждановка (Акмолинская область)
Жда́новка (каз. Ждановка) — упразднённое село в Атбасарском районе Акмолинской области Казахстана. Входило в состав Ярославского сельского округа. Код КАТО — 113867503.

## География
Село располагалось в центральной части района, на расстоянии примерно 21 километров (по прямой) к юго-востоку от административного центра района — города Атбасар, в 9 километрах к юго-востоку от административного центра сельского округа — села Тимашевка.
Абсолютная высота — 282 метров над уровнем моря.
Ближайшие населённые пункты: село Калиновка — на северо-западе.

## История
Совместным решением Акмолинского областного маслихата и акимата Акмолинской области от 7 декабря 2005 года № ЗС-16-13 «О внесении изменений в административно-территориальное устройство области по Енбекшильдерскому, Сандыктаускому, Шортандинскому, Атбасарскому районам» (зарегистрированное Департаментом юстиции Акмолинской области 4 января 2006 года № 3170):
- село Ждановка было переведено в категорию иных поселений и исключено из учётных данных;
- поселение упразднённого населённого пункта — вошло в состав села Родионовка.

## Население
В 1989 году население села составляло 79 человек (из них русские — 26 %, украинцы — 25 %).
В 1999 году население села составляло 53 человека (20 мужчин и 33 женщины).
| Численность населения | Численность населения |
| 1989                  | 1999                  |
| --------------------- | --------------------- |
| 79                    | ↘53                   |